# Bonedd y Saint
El Bonedd y Saint o Seint (en galés, "Descendencia de los santos") es un tratado genealógico galés que detalla los linajes de los primeros santos británicos . Existen varios manuscritos que datan desde principios del siglo XIII hasta finales del siglo XVII, aunque el material que elaboran es mucho más antiguo. 
El libro también es conocido como Achau Saint Ynys Prydain ("Genealogía de los santos" o "Pedigríes de los santos de la Isla de Gran Bretaña").

## Citas
1. ↑  «Genealogy of the Saints». The Cambro-Briton 3 (23): 7-11. 1821.